# Satz von Carnot (Umkreis, Inkreis)
Der Satz von Carnot (nach Lazare Nicolas Marguerite Carnot) beschreibt in einem beliebigen Dreieck eine Beziehung zwischen Inkreisradius, Umkreisradius und den Abständen des Umkreismittelpunktes von den Dreiecksseiten. Er besagt, dass die Summe der vorzeichenbehafteten Abstände gleich der Summe von Inkreisradius und Umkreisradius ist.
{\displaystyle v({\overline {GD}})+v({\overline {HD}})+v({\overline {FD}})=R+r}
Hierbei bezeichnet {\displaystyle R} den Radius des Umkreises mit Mittelpunkt {\displaystyle D} und {\displaystyle r} den Radius des Inkreises mit Mittelpunkt {\displaystyle E} eines Dreiecks {\displaystyle \triangle ABC}. Die Punkte {\displaystyle F,G,H} sind die Fußpunkte der Lote von {\displaystyle D} auf die Dreiecksseiten. Die Funktion {\displaystyle v} liefert die Länge einer Strecke, falls diese ganz oder teilweise im Inneren des Dreiecks verläuft, und die negative Länge, falls sie vollständig außerhalb des Dreiecks liegt.
Im Spezialfall des spitzwinkligen und des rechtwinkligen Dreiecks sind die vorzeichenbehafteten Abstände alle nicht negativ, so dass man in diesem Fall einfach die Summe aller Abstände verwenden kann.
| stumpfwinkliges Dreieck | spitzwinkliges Dreieck |
| --- | --- |
| | |
| {\displaystyle \|{\overline {GD}}\|+\|{\overline {HD}}\|-\|{\overline {FD}}\|=\|{\overline {AD}}\|+\|{\overline {EI}}\|=R+r} | {\displaystyle \|{\overline {GD}}\|+\|{\overline {HD}}\|+\|{\overline {FD}}\|=\|{\overline {AD}}\|+\|{\overline {EI}}\|=R+r} |